# St. Johannes (Gnötzheim)

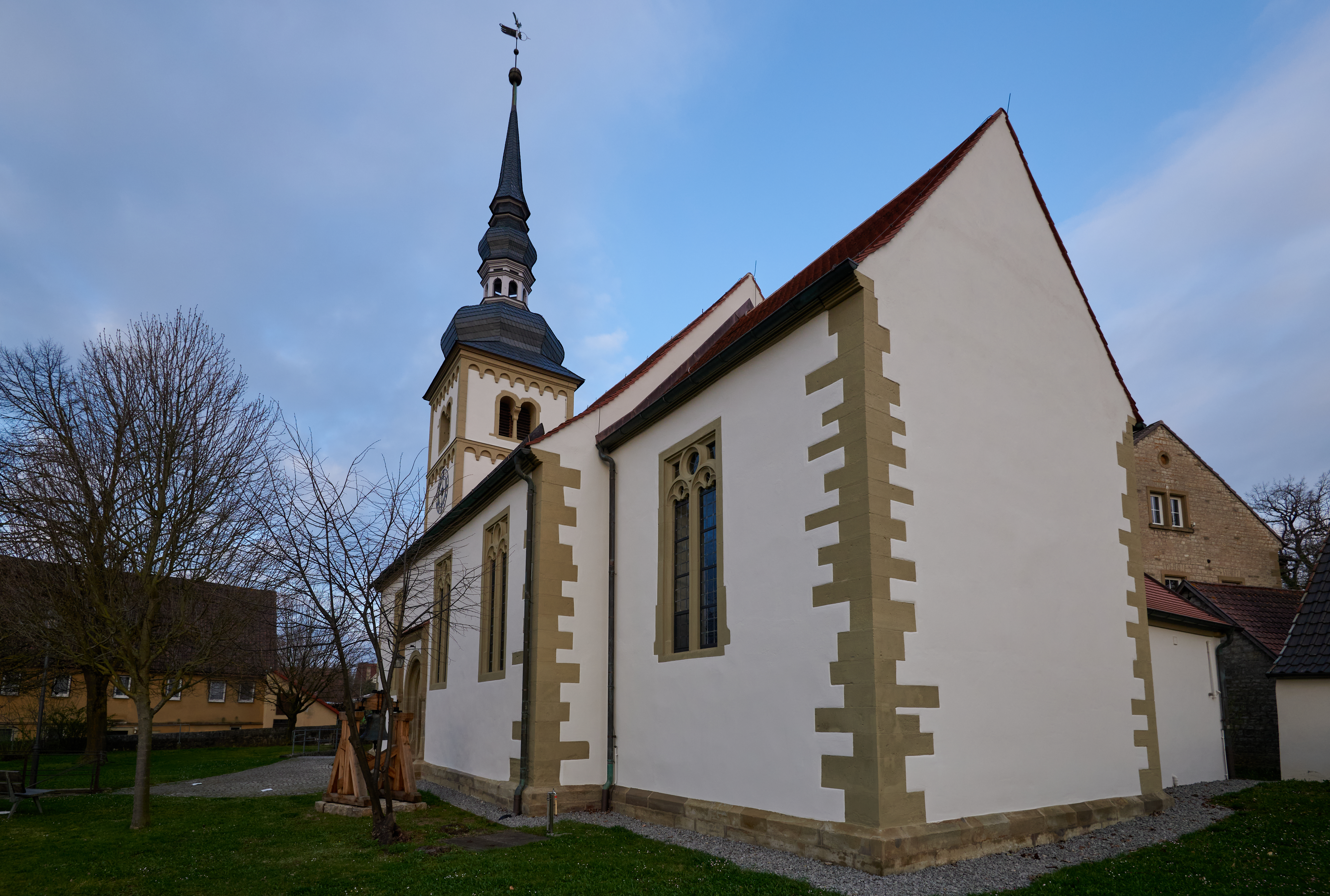
Johanneskirche in Gnötzheim

Die evangelisch-lutherische Pfarrkirche St. Johannes im Martinsheimer Gemeindeteil Gnötzheim im unterfränkischen Landkreis Kitzingen ist ein eingetragenes Baudenkmal. Sie ist Teil des Evangelisch-Lutherischen Dekanats Uffenheim.  

## Geschichte
Die Kirche in Gnötzheim geht auf das 12. Jahrhundert zurück. Im Laufe des 14. Jahrhunderts erwarben verschiedene Adelsgeschlechter das Dorf mit dem Gotteshaus. So sind die Ritter von Seinsheim seit 1340 in Gnötzheim nachweisbar. Die Kirche erhielt im 15. Jahrhundert eine Aufwertung, weil die Herren von Rosenberg Gnötzheim zu ihrem Stammsitz erklärten. In der Kirche wurde die Grablege der Familie untergebracht, weshalb noch heute mehrere Epitaphien von Mitgliedern der Familie im Kircheninneren Aufstellung finden. Die Rosenberg veränderten bereits im 15. Jahrhundert die Sakristei der Johanneskirche.
Das heutige Kirchengebäude geht im Inneren auf das beginnende 17. Jahrhundert zurück. Im Jahr 1612 nahm man größere Veränderungen an der Kirche vor. Sie war als katholisches, altgläubiges Gotteshaus entstanden. Im 16. Jahrhundert nahm aber Gnötzheim die lutherische Konfession an. Die Veränderungen des 17. Jahrhunderts spiegeln die liturgischen Veränderungen wider, die den neuen Glauben prägten. Als Element der alten Kirche blieb das Sakramentshaus des 15. Jahrhunderts erhalten. 

## Architektur

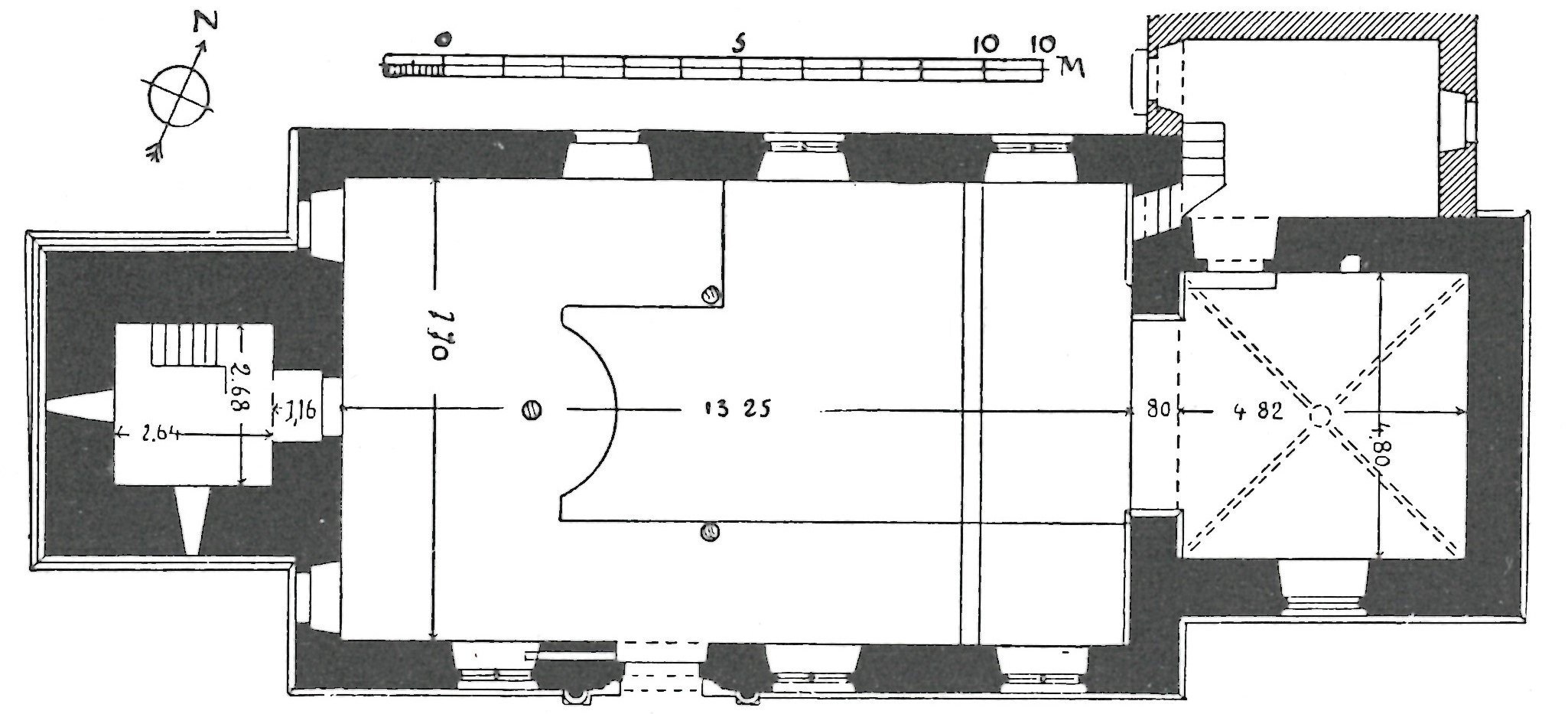
Grundriss der Kirche in Gnötzheim

Die Johanneskirche in Gnötzheim präsentiert sich als kleiner Saalbau mit eingezogenem Rechteckchor. Die zweibahnigen Chorfenster wurden mit schlichtem Maßwerk verziert, das auch bei den Langhausfenstern aufgegriffen wurde. Im Westen wurde ein Rechteckturm errichtet. Die Kirche präsentiert sich als einheitlich romanischer Bau und ist damit eines der größten erhaltenen romanischen Bauwerke im Kitzinger Land. So sind am Turm die typisch romanischen Zierelemente wie der Blendbogenfries zu finden. Der Turm schließt mit einer welschen Haube mit Laterne ab. Unterhalb des Turmes findet sich ein kleines Portal, das mit einem Eierstabfries und der Jahreszahl 1612 verziert ist.
Kunsthistorisch besonders bedeutsam ist das an der Südseite des Langhauses angebrachte Portal. Es handelt sich um ein Säulenportal in einem rechteckigen Wandfeld. Die Säulen entwachsen attischen Basen und laufen in Würfelkapitellen mit Flechtwerk aus. Der Rundbogen ist stark profiliert, während das Tympanon mit zwei Sonnenrädern ausgestattet wurde. Diese Glückssymbole vorchristlicher Zeit wurden immer wieder auf bedeutenden Bauwerken der Romanik angebracht. An den Profilrillen des Rundbogens sind Wetzspuren zu finden. Das abgeschabte Material des heiligen Gebäudes wurde zur Heilung von Krankheiten eingesetzt.
Die Architektur des Kircheninneren geht weitgehend auf das 17. Jahrhundert zurück. 1612 erhöhte man den Chor und zog ein Kreuzrippengewölbe ein. Besondere Gliederung erfolgte durch das Anbringen von Schlusssteinen mit Wappenmotiven. Demgegenüber steht das flachgedeckte, schlichte Langhaus. 

## Ausstattung

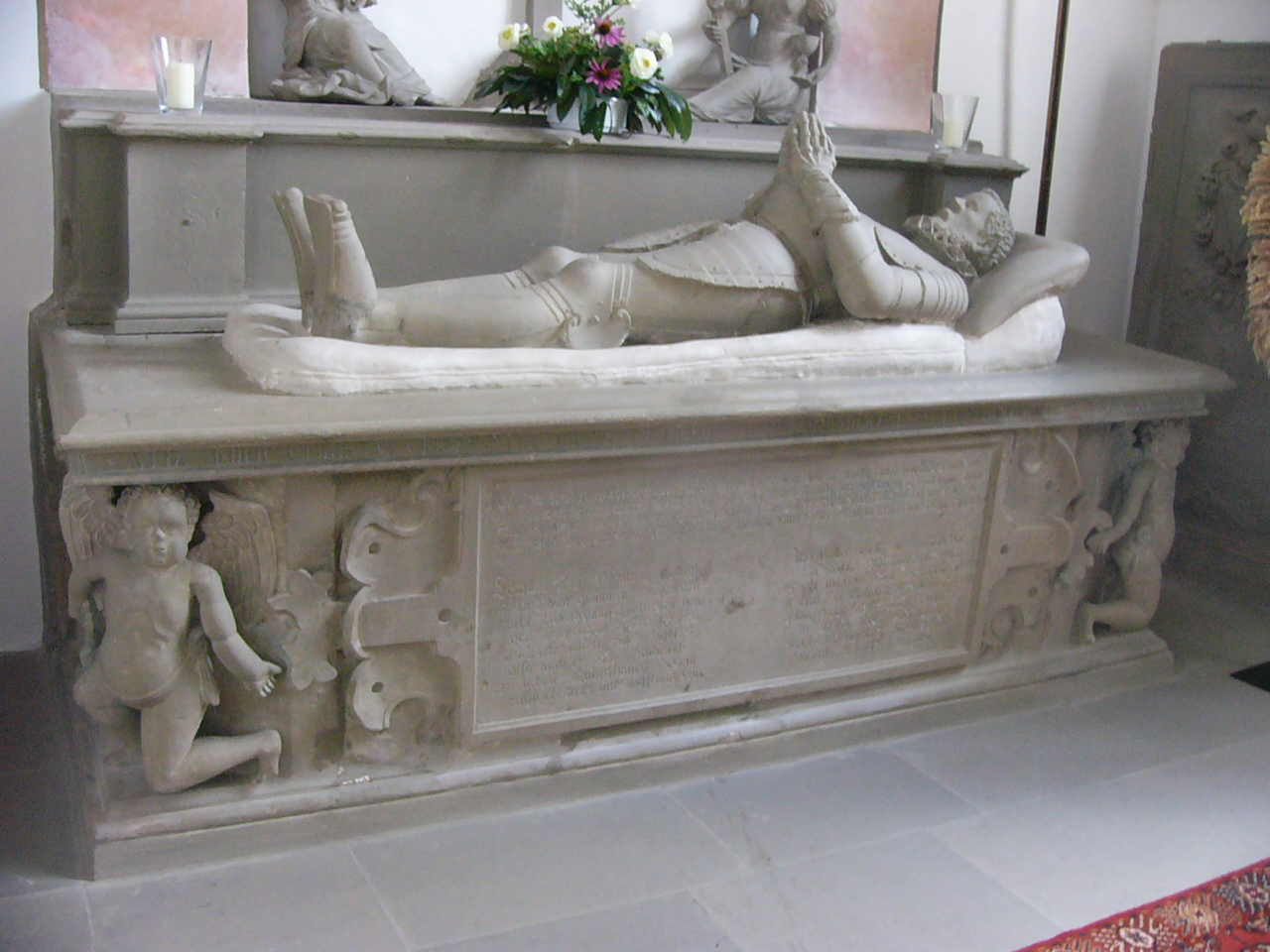
Epitaph des Conrad von Rosenberg

Die Ausstattung der Johanneskirche wird von Elementen aus verschiedenen Epochen geprägt. Zu den ältesten Teilen zählen die Wandmalereien im Chor. Eine hier dargestellte Ranke stammt wohl noch dem 12. Jahrhundert. Die meisten Malereien gehen auf das 14. und 15. Jahrhundert zurück. Sie zeigen Gewandmalereien, wahrscheinlich die törichten und die klugen Jungfrauen. Die Sakramentsnische im Chor entstammt der Zeit um 1500. Die Kanzel gelangte nach dem Übergang zum lutherischen Glauben um 1580 in die Kirche. 
Für Unterfranken einzigartig ist das Epitaph des 1596 verstorbenen Conrad von Rosenberg. Es wurde wohl vom württembergischen Bildhauer Sem Schlör geschaffen. Der Tote liegt auf einer Tumba, die von Engeln gestützt wird. Er ist in voller Rüstung dargestellt. Darüber erhebt sich eine altarartige Ädikula, die unvollendet blieb. Angebracht wurden nur das Kruzifix und die Versinnbildlichungen von Glaube (lat. Fides) und Liebe (lat. Caritas). 1832 ergänzte man das Epitaph um einen an die Chorwand gemalten Aufbau.